# Oldřich Starý (architekt)
Oldřich Starý (15. března 1884, Praha – 3. listopadu 1971, Praha) byl český architekt a profesor architektury na Českém vysokém učení technickém v Praze. V akademickém roce 1949–1950 byl jeho rektorem.

## Život
Studoval architekturu na Císařské a královské české vysoké škole technické v Praze u profesorů Josefa Schulze a Jana Kouly.
V letech 1912–1919 učil na průmyslové škole stavební v Plzni. Později působil ve stejné funkci v Praze. V roce 1922 byl zvolen předsedou Klubu architektů.
Od roku 1935 byl předsedou Svazu československého díla. V roce 1945 byl jmenován profesorem architektury na Českém vysokém učení technickém v Praze.
V letech 1922–1939 byl redaktorem časopisu Stavba, v letech 1939–1971 redaktorem časopisu Architektura ČSR.

## Dílo
- 1914 Frišova vila, Boženy Němcové 9, Plzeň-Lochotín
- před 1919 Návrh zařízení ředitelny Průmyslové školy stavební v Plzni[3]
- před 1919 Rodinný dům, Klatovská třída, Plzeň[3]
- 1922 Návrh stodoly, Hrádek u Rokycan[3]
- 1923–1924 Obytný dům, Praha 6 – Dejvice, čp. 335, Václavkova 18[4]
- 1928 Dům správce výstaviště, Kolonie Nový dům, Brno
- 1928–1931 obytné domy čp. 2304, 2305 a 2306, ulice K Nemocnici a Maroldova, Kladno
- 1929 Rodinný dům, Výstava soudobé kultury, Brno[3]
- 1929 Rodinný dům čp. 1511, Praha 6 – Dejvice,[3]
- 1931 Rodinný dům čp. 874, Praha 6 – Dejvice, Za Hanspaulkou 15[4]
- 1932 Trojdům Gustava Vaváčka, Praha 6 – Dejvice, Osada Baba, čp. 1709, Na Ostrohu 52[5]
- 1932 Rodinný dům Cyrila Boudy, Praha 6 – Dejvice, Osada Baba, čp. 1712, Na Ostrohu 46[5]
- 1932 Rodinný dům Františka Heřmana, Praha 6 – Dejvice, Osada Baba, čp. 1780, Na Babě 7[5]
- 1932 Rodinný dům Ladislava Sutnara, Praha 6 – Dejvice, Osada Baba, čp. 1790, Průhledová 2[6][5]
- 1934–1938 Dům Svazu československého díla, Praha 1 – Nové Město, čp. 38, Národní 36[6]
- 1935 Rodinný dům čp. 775, Praha 4 – Braník, Nad Lomem 23[4]
- 1938 Kancelářský dům, Praha 1 – Nové Město, čp. 39, Charvátova 10, spolu s Františkem Zelenkou[4]
- 1938–1939 Rodinný dům čp. 1587, Praha 8 – Libeň, Valčíkova 2[4]
- 1953–1954 Muzeum Klementa Gottwalda

## Spisy
- Za novou architekturu – programový manifest, 1925
- Nejmenší dům : 18 projektů ze soutěže Svazu československého díla na typ nejmenšího řadového a volného rodinného domu, editoři: Oldřich Starý, Ladislav Sutnar, Praha : Svaz československého díla, 1931
- Československá architektura od nejstarší doby po současnost, redakce: Marie Benešová, Praha : NČSVU, 1962

## Výstavy
- 1944 Souborná výstava k šedesátým narozeninám

## Ocenění díla
- V roce 1949 mu byl udělen čestný titul doktora technických věd (dr. h. c.) Českého vysokého učení technického v Praze.[7]

## Galerie

Stavby Oldřicha Starého
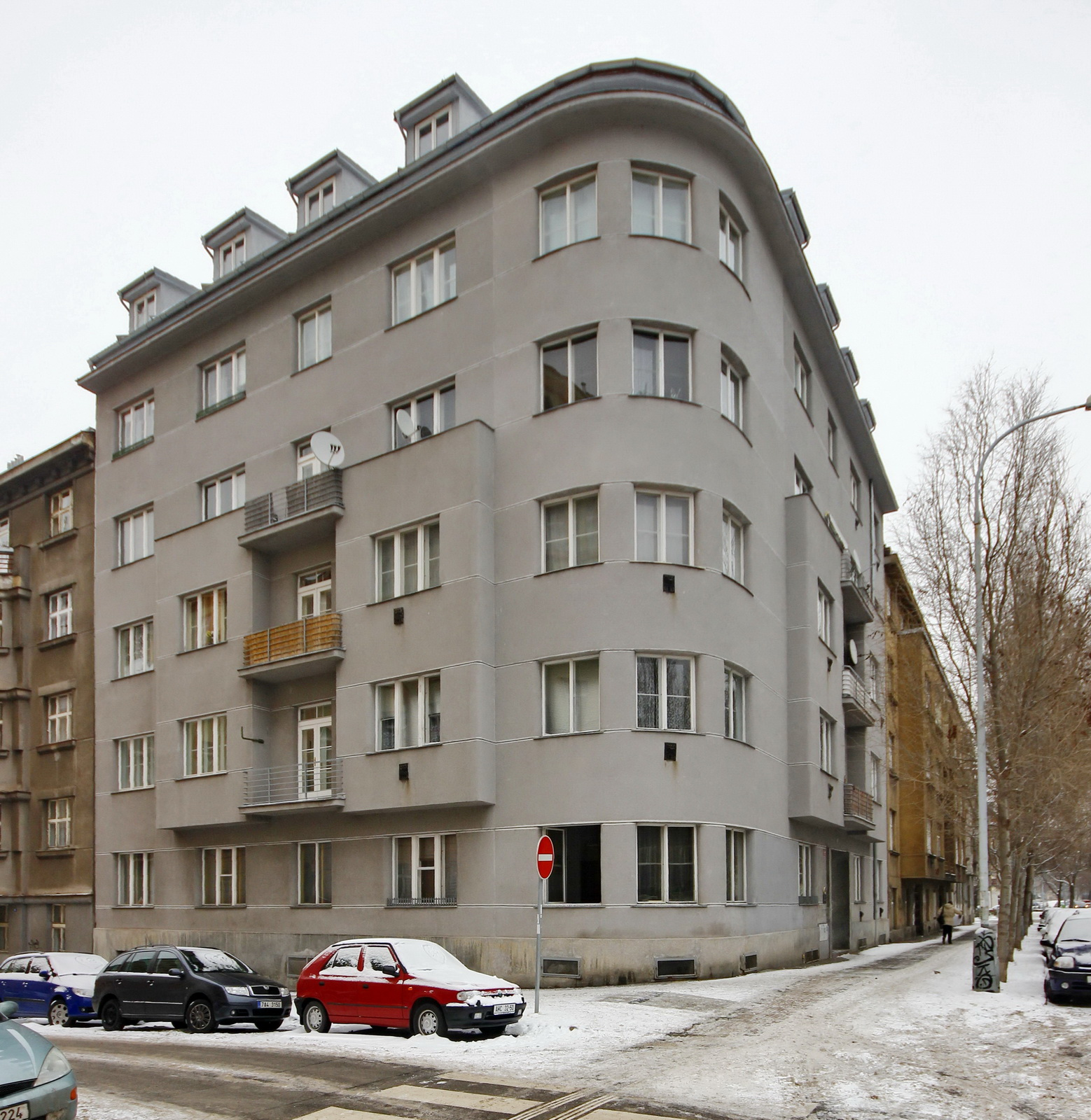
Obytný dům čp. 335, Praha 6 – Dejvice, Václavkova 18 (rok 1924)
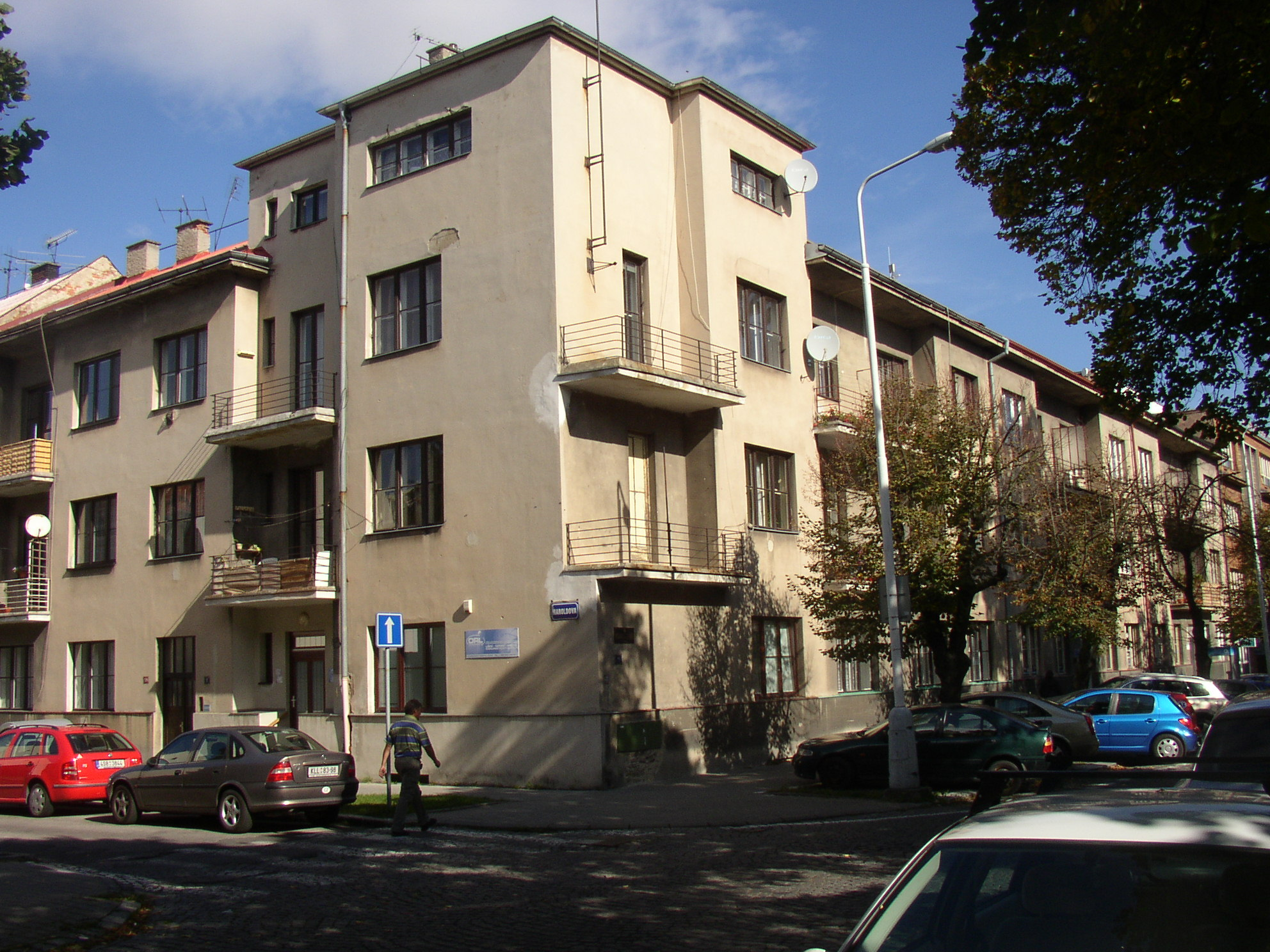
Obytné domy čp. 2304, 2305 a 2306, ulice K Nemocnici a Maroldova, Kladno (rok 1931)
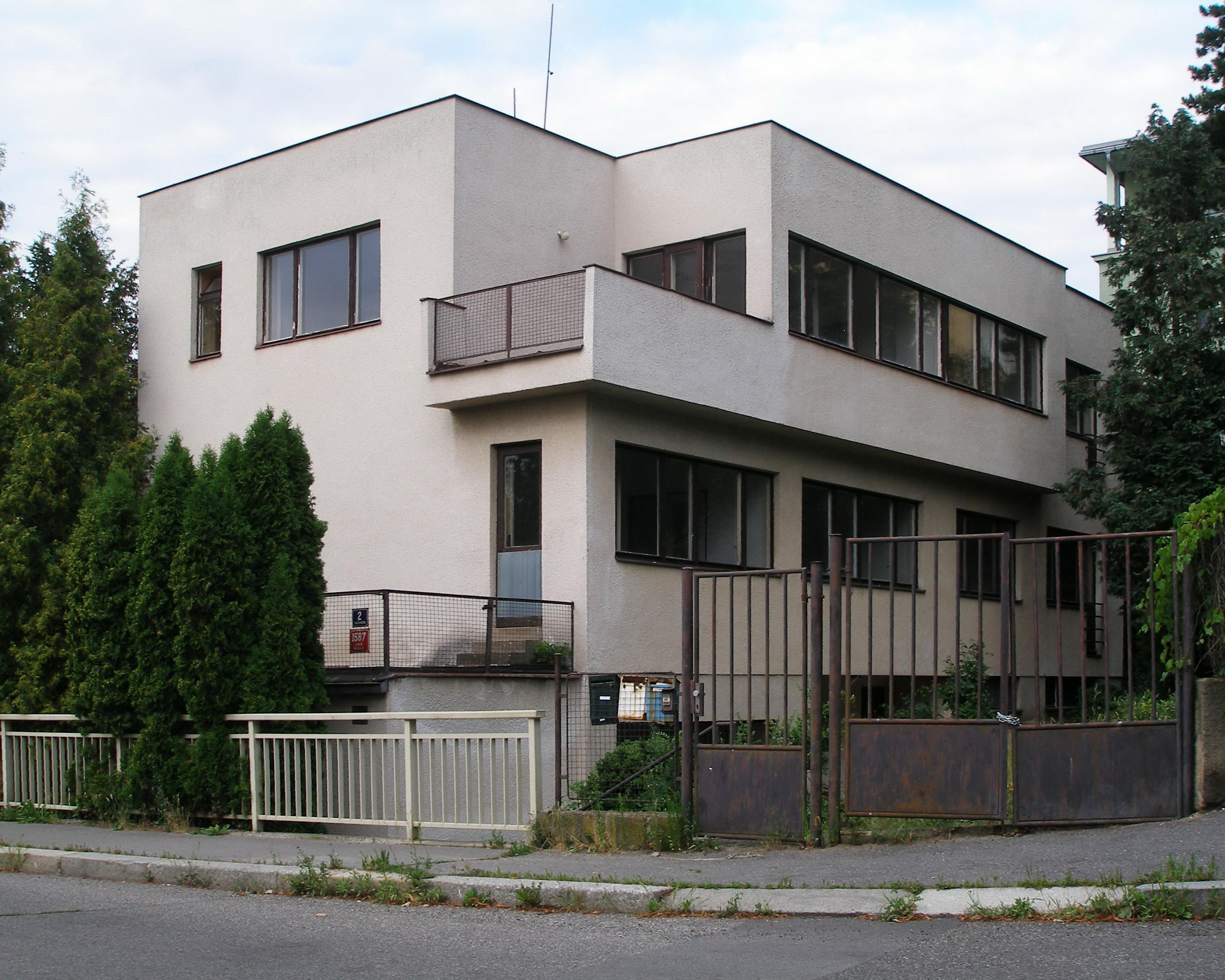
Rodinný dům čp. 1587, Praha 8 – Libeň, Valčíkova 2, (rok 1939)
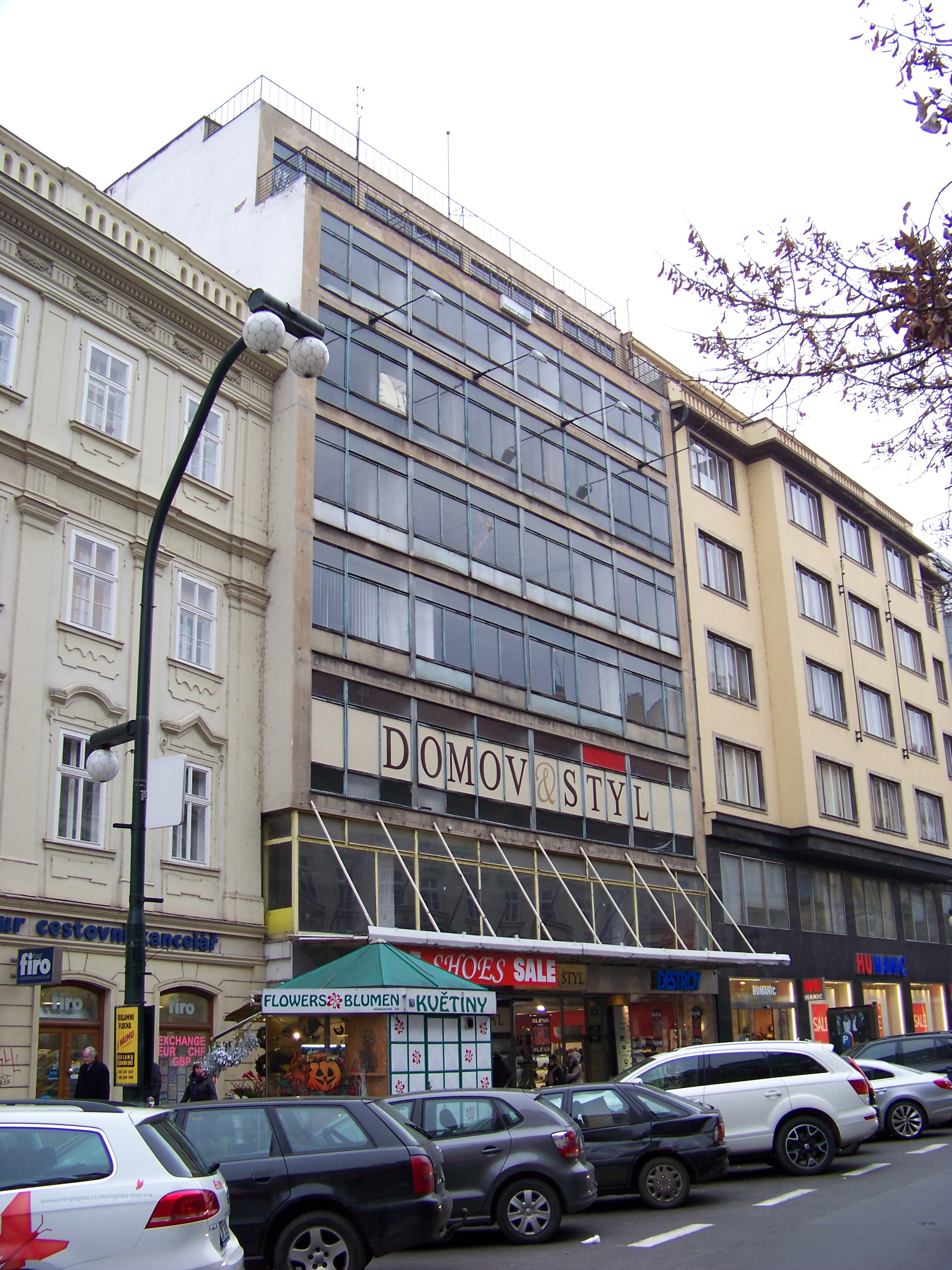
Dům uměleckého průmyslu na Národní třídě
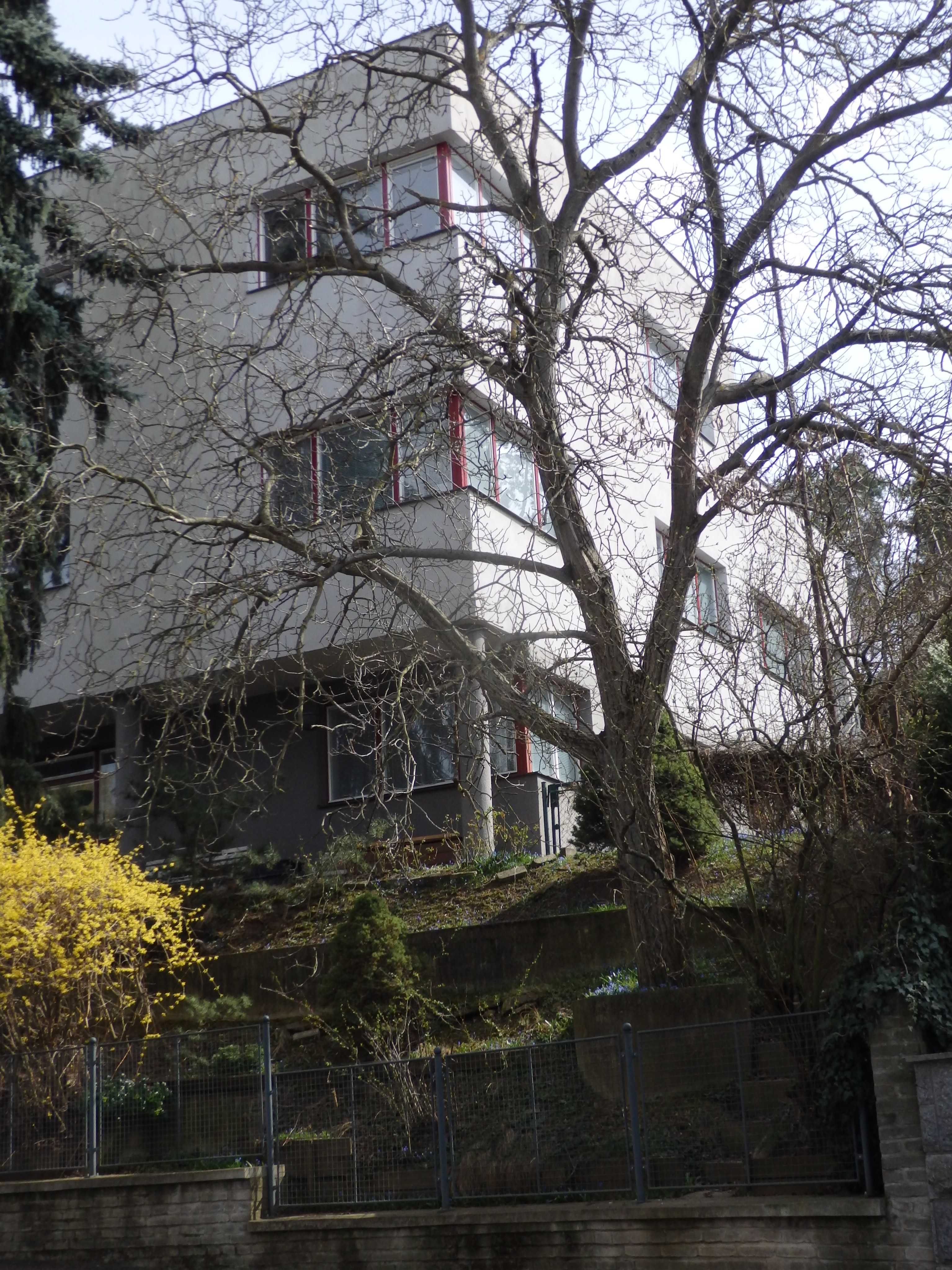
Vila Nad Lomem čp.775 Praha-Braník
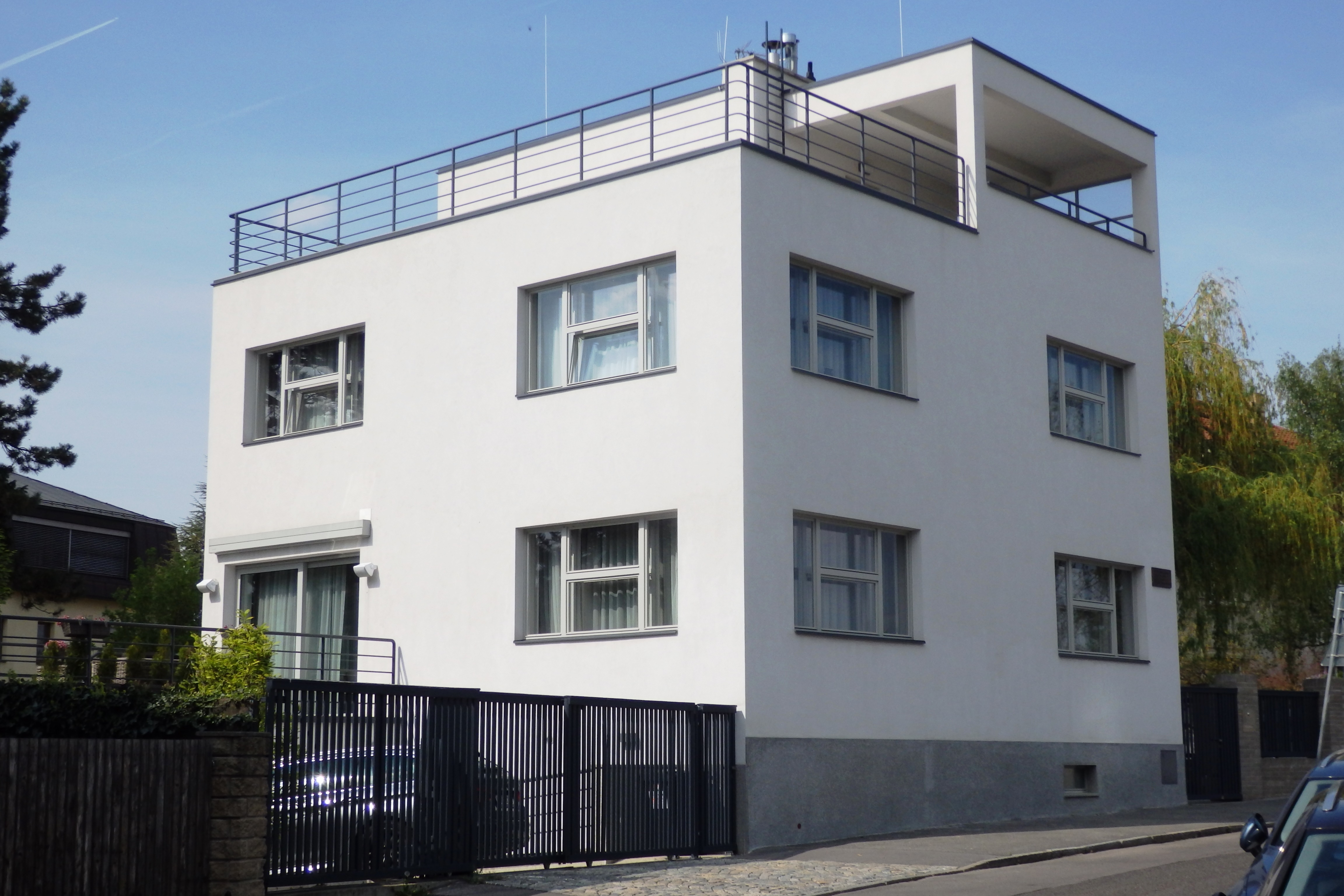
Vila Za Hanspaulkou čp.874, Praha 6
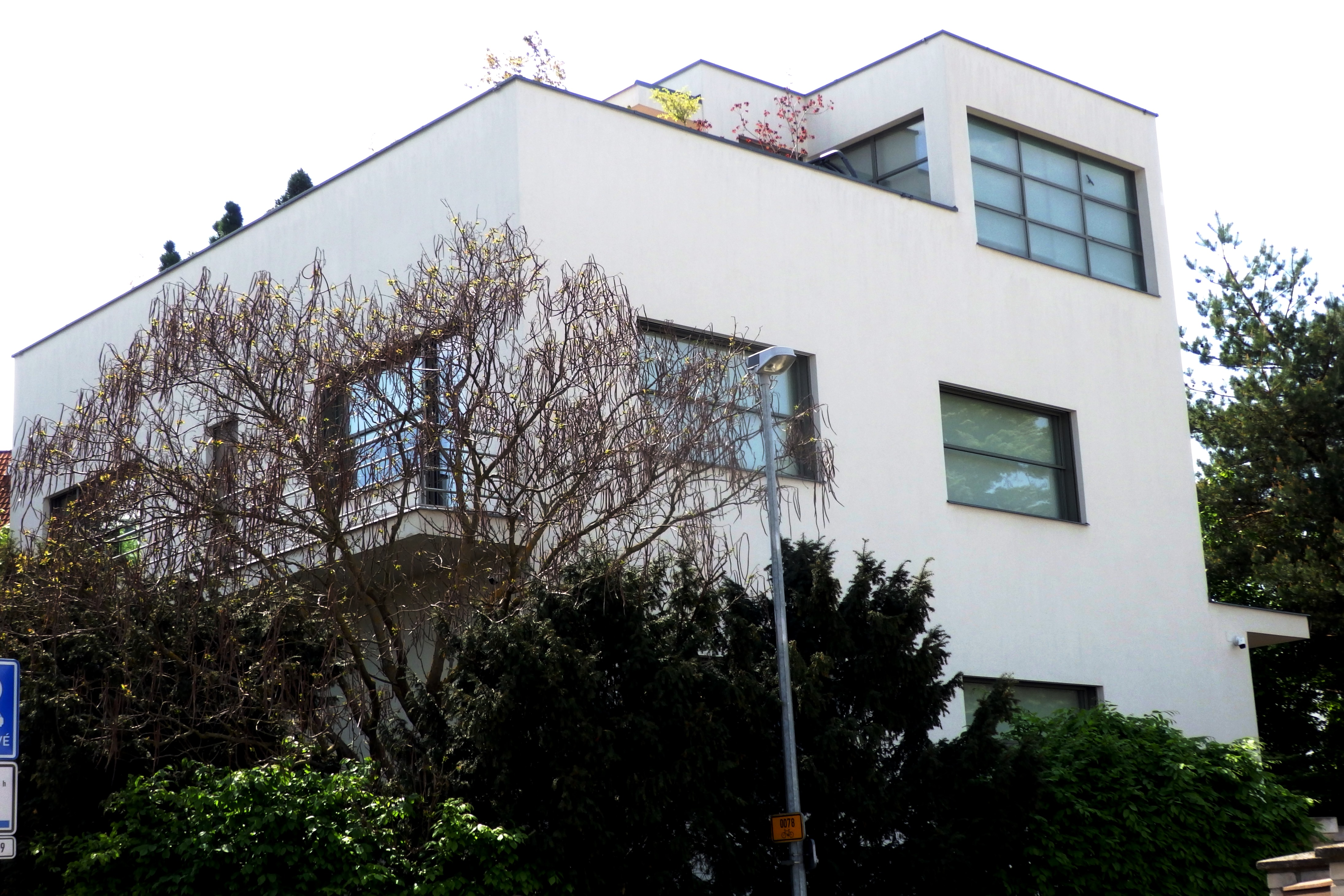
Vila Zlatnice čp.1511, Praha 6